# Shilong
Pour les articles homonymes, voir Shilong (homonymie).
Ne doit pas être confondu avec District de Shilong.
Shilong est une ville du nord de la préfecture de Dongguan, dans la province chinoise du Guangdong.

## Géographie
L'aire est 12.5 km² et la population environ 10000. La prison de Dongguan se trouve dans cette ville.

## Sources
Article anglais et Laogai Handbook 2003-2004.